# I Can Take You to the Sun
«I Can Take You To The Sun» — песня американской рок-группы The Misunderstood, записанная в Лондоне и вышедшая в виде сингла в декабре 1966 года. Признана критиками классикой жанра психоделического рока. Вскоре после выхода сингла, вокалиста и автора песни Рика Брауна призвали в армию для участия в Войне во Вьетнаме, что привело к распаду группы.
Джон Пил, в своём сборнике величайших песен XX века Peelenium, поместил «I Can Take You to the Sun» на 3-е место среди лучших песен 1966 года. В 1999 году журнал Record Collector назвал «I Can Take You to the Sun» «одним из наиболее мощных и лучших из всех когда-либо выпущенных психоделических синглов». В списке 100 величайших психоделических песен по версии того же журнала, «I Can Take You To The Sun» числится на 6-м месте.